# 33806 Shrivastava
33806 Shrivastava è un asteroide della fascia principale. Scoperto nel 1999, presenta un'orbita caratterizzata da un semiasse maggiore pari a 2,4119952 UA e da un'eccentricità di 0,0520563, inclinata di 6,08275° rispetto all'eclittica.